# Armillaria tabescens
Armillaria tabescens es una especie de hongo de la familia Physalacriaceae. Es un patógeno vegetal. El micelio del hongo es bioluminiscente.

## Huéspedes y síntomas
Las especies de Armillaria infectan una gran variedad de plantas leñosas. En un estudio de 250 parcelas permanentes de árboles en Albania, Armillaria tabescens afectó a múltiples especies de árboles, incluyendo especies de abetos, donde invadió cuando la planta estaba estresada. Tsopelas et al. Informaron que Armillaria tabescens es más frecuente en áreas donde los árboles estaban estresados debido a la humedad limitada. En los robles, era un poco más dañino y podía matar árboles jóvenes. Armillaria tabescens también se registró en las plantaciones de álamos y eucaliptos, y se encontró que los almendros son muy susceptibles a la infección. Los resultados del estudio de Lushaj et al.  mostró que Armillaria tabescens se registró con mayor frecuencia en los árboles frutales y ornamentales en comparación con las otras especies.
Armillaria tabescens causa la separación de la corteza de la madera por la producción de ventiladores miceliales en el tronco, un signo común de la pudrición de la raíz de Armillaria. También causa gomosis, parches de material gomoso en la superficie de las plantas, que se produce en respuesta a un estímulo externo que causa que la planta exuda la savia. Otros síntomas comunes son la pudrición blanda de la corteza, el enanismo, la muerte hacia atrás, el marchitamiento y la coloración anormal de las hojas. Armillaria tabescens mata rápidamente los árboles pequeños y los síntomas no se notan hasta que las hojas se marchitan. Sin embargo, en los árboles más grandes, los síntomas aparecen antes y comienzan como una corona delgada con hojas pequeñas. Una corona de un árbol se refiere a cualquier rama o follaje que crece del tronco. Por lo tanto, el adelgazamiento de la corona significaría ramas y hojas reducidas. Los árboles eventualmente comienzan a amarillearse y deshojarse seguidos de un rápido marchitamiento y muerte de las ramas. El hongo es una podredumbre blanca por lo que rompe la lignina en la madera. La descomposición de la lignina hace que los árboles se vuelvan huecos.

## Ambiente
Armillaria tabescens se encuentra en regiones cálidas y secas, por lo que tiende a estar en áreas del sur. También se ha encontrado en altitudes que van desde el nivel del mar hasta los 1.300 metros. Estudios en Europa han encontrado que existe en el sureste de Inglaterra, Francia, Italia, Portugal, Grecia y, raramente, Alemania y Suiza. En Japón, es muy raro; solo un aislamiento de Armillaria tabescens se encontró en 59 sitios estudiados.
Armillaria tabescens crece rápidamente a 28–30 °C y más lentamente a 5 °C. Si el suelo está húmedo, los cuerpos fructíferos son abundantes. Es el primero en fructificar en septiembre, en comparación con Armillaria mellea y Armillaria gallica. Los cuerpos fructíferos se pueden ver incluso antes si la estación ha sido excepcionalmente húmeda. Armillaria tabescens crece poco en la arena y produce rizomorfos más cortos. Los rizomorfos son estructuras similares a hilos en hongos que se componen de hifas. Las hifas son estructuras ramificadas que liberan enzimas para absorber los nutrientes del huésped.

## Patogénesis
Armillaria tabescens es una especie heterotálica de Armillaria. Las especies heterotálicas realizan anastomosis cuando el monocaryon haploide entra en contacto entre sí. La anastomosis es la conexión o apertura entre dos cosas, en este caso el micelio. El micelio es la parte vegetativa del hongo que consiste en hifas. Si los dos monocariones son sexualmente compatibles, forman una conexión de abrazadera. Esto resulta en un micelio que consiste en células dicarióticas. Las células dicarónicas predominan en la fase vegetativa. En los basidios, la cariotomía ocurre antes de la meiosis y luego la formación de basidiosporas. Las basidiosporas luego infectan la planta huésped.
Se sabe que Armillaria tabescens ataca árboles que ya están estresados o tienen una herida. El patógeno puede propagar sus micelios y penetrar en el tronco o la raíz de un árbol. El hongo tiene la capacidad de propagar sus micelios por todo el sistema de raíces y troncales y formar esteras miceliales. El micelio es perjudicial para los árboles porque absorben los nutrientes al secretar enzimas para descomponer el material vegetal. Específicamente rompe la lignina porque es una podredumbre blanca.

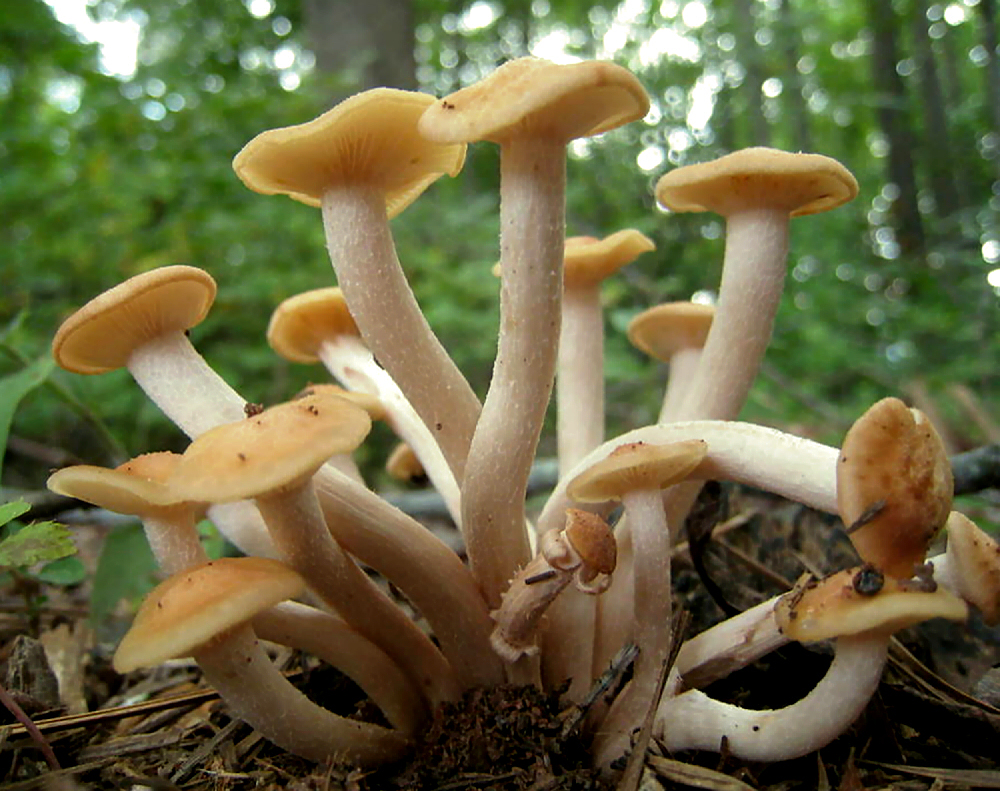

No se han encontrado rizomorfos para Armillaria tabescens en la naturaleza. Sin embargo, Rishbeth y Kile sí encontraron rizomorfos enterrados en el suelo en los inóculos. Dado que la especie no produce rizomorfos comúnmente en la naturaleza, las raíces infectadas deben entrar en contacto con otros huéspedes potenciales para que ocurra una infección. Por lo tanto, el injerto de raíz proporciona una vía efectiva para la propagación de este patógeno. Tsopelas realizó un experimento de inoculación de almendros con Armillaria tabescens y otras dos especies de Armillaria. El resultado del experimento fue que los basidiocarps se desarrollaron entre 6 y 8 semanas después de la inoculación. Los basidiocarpos se reconocen por no tener un anillo alrededor del tallo del basidio. Las basidiosporas infectan los árboles. Después de dos años, solo mató a 3 de los 16 árboles y otros dos árboles tenían síntomas de muerte regresiva.